# سلسلة إندي كار
سلسلة إندي كار (أو فيريزون سلسلة إندي كار الراعي الرسمي) (بالإنجليزية: IndyCar Series) هو المستوى الممتاز لبطولة السيارات الأمريكية. بدات عملها سنة 1996 على يد مؤسسها طوني جورج. وهي سلسلة تضم عدة سلاسل ومنها سلسلة انديانا بوليس 500 والكتير من السلاسل التي تميزها.
بحث جورج طوني عن سباقات أقل تكلفة وكان هذا سنة 2008 لهذا السبب تم تسمية البطولة باسم INDYCAR الأمريكية، وهي أيضا فئة من فئات سباقات ناسكار أي من نفس العائلة التي تضم NASCAR وLE MANS وA1GP

## السيارات
للسيارات هياكل تميزها عن جميع فئات السلسلة فمنذ تقريبا بدا البطولة وقانون استبدال الهيكل السيارة كل ثلاث سنوات (مواسم)
ففي الوقت الحالي يتم استخدام هيكل تحت اسم dallara التي توفره شركة هوندا العالمية وفي 1997الي 2000 تم استخدام هيكل تحت اسم الصقر ومن، 1996، 1992 إلى 1995 تم استخدام هيكل تحت اسم reynard من تصميم المهندس الكبير لولا

### المواصفات
- محرك التشريد:3.5 L (213 in³) DOHC V8
- صندوق التروس: 6 Speed paddle shift gearbox
- الوزن: 1,525 lb (693 kg) on ovals; 1,600 lb (727 kg) on road courses
- الكهرباء:650 hp (481 kW)
- قدرة استعاب الوقود:22 U.S. gallons (83 liters)
- توريد الوقود:Fuel injection
- الوقود:98% ethanol 2% Gasoline

## المواسم
| الموسم                 | البطل             | البطل                  | البطل                  | البطل         | المجند الجديد من السنة | السائق الأكثر شعبية |
| الموسم                 | السائق            | الفريق                 | الهيكل                 | المحرك        | المجند الجديد من السنة | السائق الأكثر شعبية |
| ---------------------- | ----------------- | ---------------------- | ---------------------- | ------------- | ---------------------- | ------------------- |
| سلسلة إندي كار 1996    | سكوت شارب         | A. J. Foyt Enterprises | لولا لسيارات           | Ford-Cosworth | not awarded            | not awarded         |
| سلسلة إندي كار 1996    | بز كالكينز        | Bradley Motorsports    | Reynard Motorsport     | Ford-Cosworth | not awarded            | not awarded         |
| سلسلة إندي كار 1996–97 | توني ستيوارت      | Team Menard            | Panoz Auto Development | أولدزموبيل    | جيم غوثري              | آري لينديك          |
| سلسلة إندي كار 1998    | كيني براك         | A. J. Foyt Enterprises | دالارا                 | أولدزموبيل    | روبي أنسر ‏             | آري لينديك          |
| سلسلة إندي كار 1999    | جريج راي          | Team Menard            | دالارا                 | أولدزموبيل    | Scott Harrington       | سكوت غودير          |
| سلسلة إندي كار 2000    | بادي لايزيير      | Hemelgarn Racing       | دالارا                 | أولدزموبيل    | Airton Daré            | Al Unser, Jr.       |
| سلسلة إندي كار 2001    | سام هورنيش، الابن | Panther Racing         | دالارا                 | أولدزموبيل    | Felipe Giaffone        | سارة فيشر           |
| سلسلة إندي كار 2002    | سام هورنيش، الابن | Panther Racing         | دالارا                 | شيفروليه      | Laurent Rédon          | سارة فيشر           |
| سلسلة إندي كار 2003    | سكوت ديكسون       | فريق تشيب غاناسي       | Panoz Auto Development | تويوتا        | دانيال ويلدون          | سارة فيشر           |
| سلسلة إندي كار 2004    | توني كنعان        | اندريتي                | دالارا                 | هوندا         | Kosuke Matsuura        | سام هورنيش، الابن   |
| سلسلة إندي كار 2005    | دانيال ويلدون     | اندريتي                | دالارا                 | هوندا         | دانيكا باتريك          | دانيكا باتريك       |
| سلسلة إندي كار 2006    | سام هورنيش، الابن | فريق بنسك              | دالارا                 | هوندا         | ماركو اندريتي          | دانيكا باتريك       |
| سلسلة إندي كار 2007    | داريو فرانشيتي    | اندريتي                | دالارا                 | هوندا         | ريان هنتر-راي          | دانيكا باتريك       |
| سلسلة إندي كار 2008    | سكوت ديكسون       | فريق تشيب غاناسي       | دالارا                 | هوندا         | Hideki Mutoh           | دانيكا باتريك       |
| سلسلة إندي كار 2009    | داريو فرانشيتي    | فريق تشيب غاناسي       | دالارا                 | هوندا         | رافائيل ماتوس          | دانيكا باتريك       |
| سلسلة إندي كار 2010    | داريو فرانشيتي    | فريق تشيب غاناسي       | دالارا                 | هوندا         | أليكس لويد ‏            | دانيكا باتريك       |
| سلسلة إندي كار 2011    | داريو فرانشيتي    | فريق تشيب غاناسي       | دالارا                 | هوندا         | جيمس هنكليف            | دانيال ويلدون       |
| سلسلة إندي كار 2012    | ريان هنتر-راي     | اندريتي                | دالارا                 | شيفروليه      | سيمون باغيناود         | جيمس هنكليف         |
| سلسلة إندي كار 2013    | سكوت ديكسون       | فريق تشيب غاناسي       | دالارا                 | هوندا         | تريستان فوتييه         | توني كنعان          |
| سلسلة إندي كار 2014    | ويل باور          | فريق بنسك ‏             | دالارا                 | شيفروليه      | كارلوس مونيوز          | خوان بابلو مونتويا  |
| سلسلة إندي كار 2015    | سكوت ديكسون       | فريق تشيب غاناسي       | دالارا                 | شيفروليه      | غابي تشافيس            | جاستن ويلسون        |

### جوائز فردية
| الموسم              | أنتوني جوزيف فويت جي آر كأس المدار البيضاوي | ماريو أندريتي كأس السباق على الطريق     |
| ------------------- | ------------------------------------------- | --------------------------------------- |
| سلسلة إندي كار 2010 | داريو فرانشيتي                              | ويل باور                                |
| سلسلة إندي كار 2011 | سكوت ديكسون                                 | ويل باور                                |
| سلسلة إندي كار 2012 | ريان هنتر-راي                               | ويل باور                                |
| الموسم              | أنتوني جوزيف فويت جي آر Former Oval Trophy  | ماريو أندريتي Former Road Course Trophy |
| سلسلة إندي كار 2013 | هيليو كاسترو نيفيز                          | سكوت ديكسون                             |
| سلسلة إندي كار 2014 | خوان بابلو مونتويا                          | ويل باور                                |
| سلسلة إندي كار 2015 | TBD                                         | TBD                                     |